# Paul McStay
Paul Michael Lyons McStay (Hamilton, 1964. október 22. –) skót válogatott labdarúgó. 

## Pályafutása

### Klubcsapatban
Pályafutása során egyetlen csapatban a Celticben játszott. 1981 és 1997 között 678 mérkőzésen lépett pályára és három bajnoki címet szerzett. 

### A válogatottban
1982-ben U18-as Európa-bajnokságot nyert a skót U18-as válogatottal. 1983 és 1997 között 76 alkalommal szerepelt a skót válogatottban és 9 gólt szerzett. Részt vett az 1986-os világbajnokságon, ahol az Uruguay elleni mérkőzésen kezdőként lépett pályára. Dánia és az NSZK ellen nem kapott lehetőséget. Tagja volt az 1990-es világbajnokságon szereplő válogatott keretének is, ahol Costa Rica és Brazília ellen kezdőként, míg Svédország ellen csereként lépett pályára. Az 1992-es Európa-bajnokságon mindhárom csoportmérkőzésen kezdőként kapott lehetőséget és a FÁK elleni 3–0-ás győzelem alkalmával gólt is szerzett.

## Sikerei, díjai
Celtic FC
- Skót bajnok (3): 1981–82, 1985–86, 1987–88
- Skót kupagyőztes (4): 1984–85, 1987–88, 1988–89, 1994–95
- Skót ligakupagyőztes (1): 1982–83
- Glasgow-kupa (1): 1981–82

Skócia
- Rous-kupa (1): 1985

Skócia U18
- U18-as Európa-bajnok (1): 1982

## Kapcsolódó cikk
- Egycsapatos labdarúgók listája